# Sinntalbrücke (A 7)
Die Sinntalbrücke ist ein Bauwerk der Bundesautobahn 7 bei Streckenkilometer 595. Sie gehört mit einer Länge von 755 m zu den großen Brückenbauwerken der Bundesautobahn 7.
Die Brücke liegt in der Rhön zwischen den Anschlussstellen Bad Brückenau/Volkers und Bad Brückenau/Wildflecken. Sie überspannt das Tal der Sinn, die Staatsstraße 2289, die Bad Brückenau mit Wildflecken verbindet, die Trasse der stillgelegten Sinntalbahn und zwei Wirtschaftswege. Die Autobahntrasse ist im Verlauf des Bauwerks im Grundriss gekrümmt.
Die 29,5 m breite Talbrücke besteht aus je einem Stahlverbundüberbau für eine Richtungsfahrbahn, bei insgesamt vier Fahr- und zwei Standstreifen, in einer Höhe von maximal 44 m über dem Tal. Das erste Bauwerk aus dem Jahr 1967 musste aufgrund von Bauschäden nach 46 Jahren durch einen Neubau ersetzt werden.

## Brücke von 1967
Die Balkenbrücke wurde im Rahmen des Neubaus der damals sogenannten Rhönautobahn Ende der 1960er Jahre errichtet und war 1967 fertiggestellt. Die Baukosten betrugen 18 Mio. DM. Die 30,5 m breite Brücke hatte eine Höhe von maximal 50 m über dem Tal, bei einem Radius im Grundriss von 1100 m sowie einem Quergefälle von 3,2 %. Die Deutsche Bundespost stellte die Brücke 1977 auf einer Europamarke mit dem Thema Landschaften dar.

### Überbau
Der 770 m lange, stählerne Überbau mit 6200 t Masse war eine zum großen Teil geschweißte Plattenbalkenkonstruktion mit zwei vollwandigen Hauptträgern und einer orthotropen Fahrbahnplatte. Er wurde im Freivorbau mit Montagehilfsstützen errichtet. Die achtfeldrige Brücke besaß Stützweiten von 60 m, 80 m, 5 × 110 m und 80 m. Die Hauptträger waren im Abstand von 20,2 m angeordnet und hatten am Widerlager eine Steghöhe von 4,0 m sowie in Brückenmitte von 5,0 m. Die senkrecht dazu angeordneten Querträger lagen in Abständen von 3,2 m, horizontale Fachwerkquerverbände waren nur an den Widerlagern angeordnet. Über den Pfeilern hielten Schrägstreben die Hauptträger in Querrichtung.

### Gründung und Unterbau

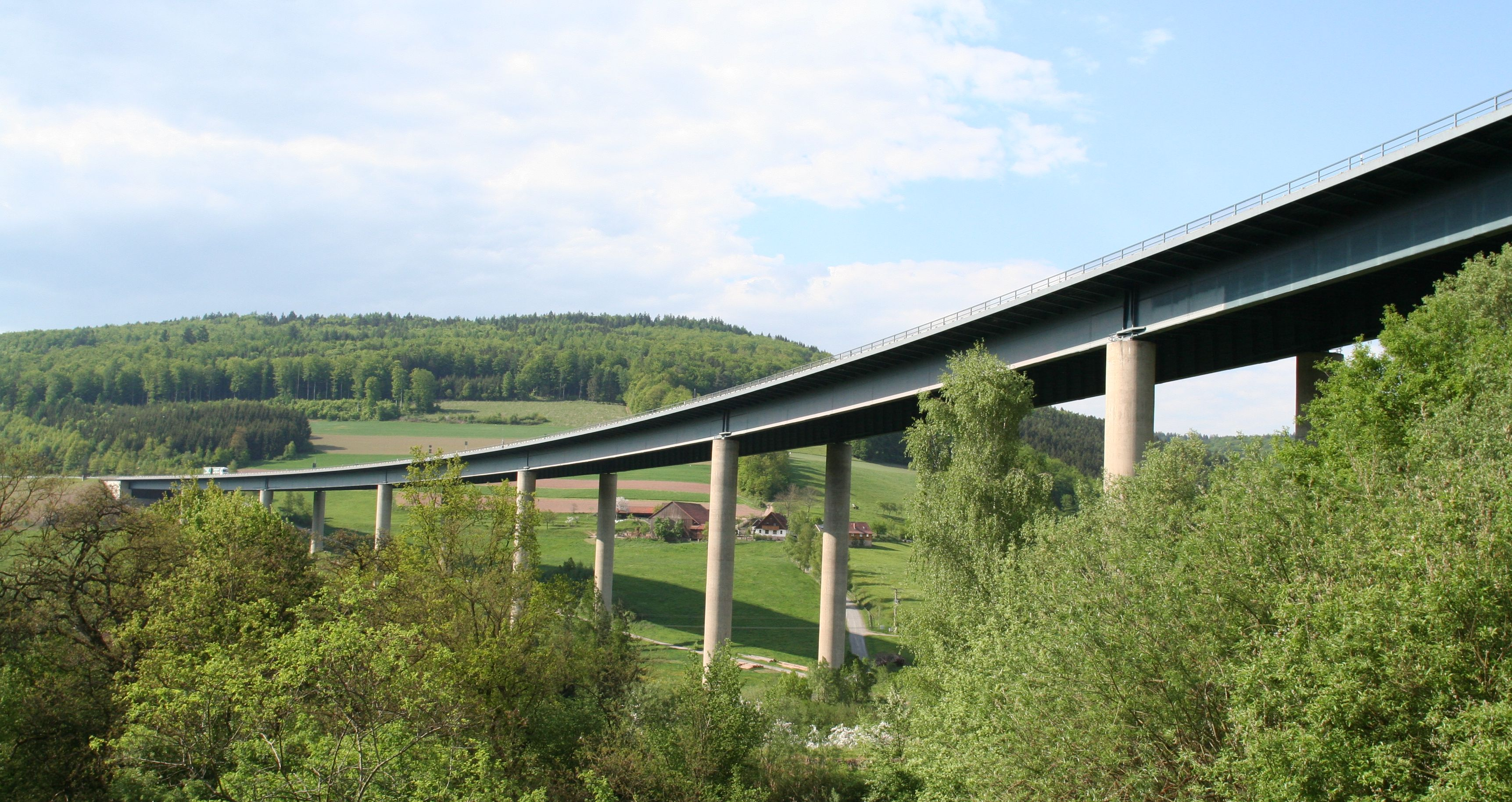
Alte Sinntalbrücke

Die Widerlager und Pfeiler waren flach gegründet. Die Fundamente der 45 m hohen Talpfeiler waren bei einer Grundrissfläche von 9,3 m × 8,1 m im Regelfall 2,5 m dick. Der Unterbau bestand unter anderem aus sieben Pfeilerpaaren mit begehbaren Kreishohlquerschnitten aus Stahlbeton. Der Pfeilerdurchmesser betrug 4,2 m, die Wandstärke 35 cm. Die Pfeilerpaare waren nicht durch Kopfriegel miteinander verbunden.

### Abbruch
Aufgrund immer wieder auftretender Schweißnahtrisse infolge Materialermüdung musste die erste Brücke durch einen Neubau ersetzt werden. Ihre Belastung hatte sich von 7.000 Fahrzeugen täglich im Jahr 1967 auf das Sechsfache in den 2010er Jahren gesteigert. Bis zur Fertigstellung der neuen Brücke im Jahr 2013 durften in den letzten Nutzungsjahren genehmigungspflichtige Schwertransporte das Bauwerk nicht mehr queren. Außerdem galt für Lastkraftwagen ein Überholverbot, eine Geschwindigkeitsbeschränkung von 60 km/h und ein Mindestabstand von 100 m. Der rechte Fahrstreifen wurde zusätzlich in Richtung Brückenmitte in einen weniger geschädigten Bereich verschoben.
Im April 2013 begannen die Vorarbeiten zur Sprengung des Bauwerks. Dabei wurden unter anderem die Kragarme des Brückenüberbaus demontiert und in Brückenmitte ein Längsschlitz im Fahrbahnblech hergestellt. Am 22. Juni 2013 um 10 Uhr wurde die alte Brücke gesprengt, wobei die Stahlbetonpfeiler in sich zusammenklappten und der 770 m lange stählerne Überbau neben dem Neubau vertikal zu Boden fiel.

## Brücke von 2013

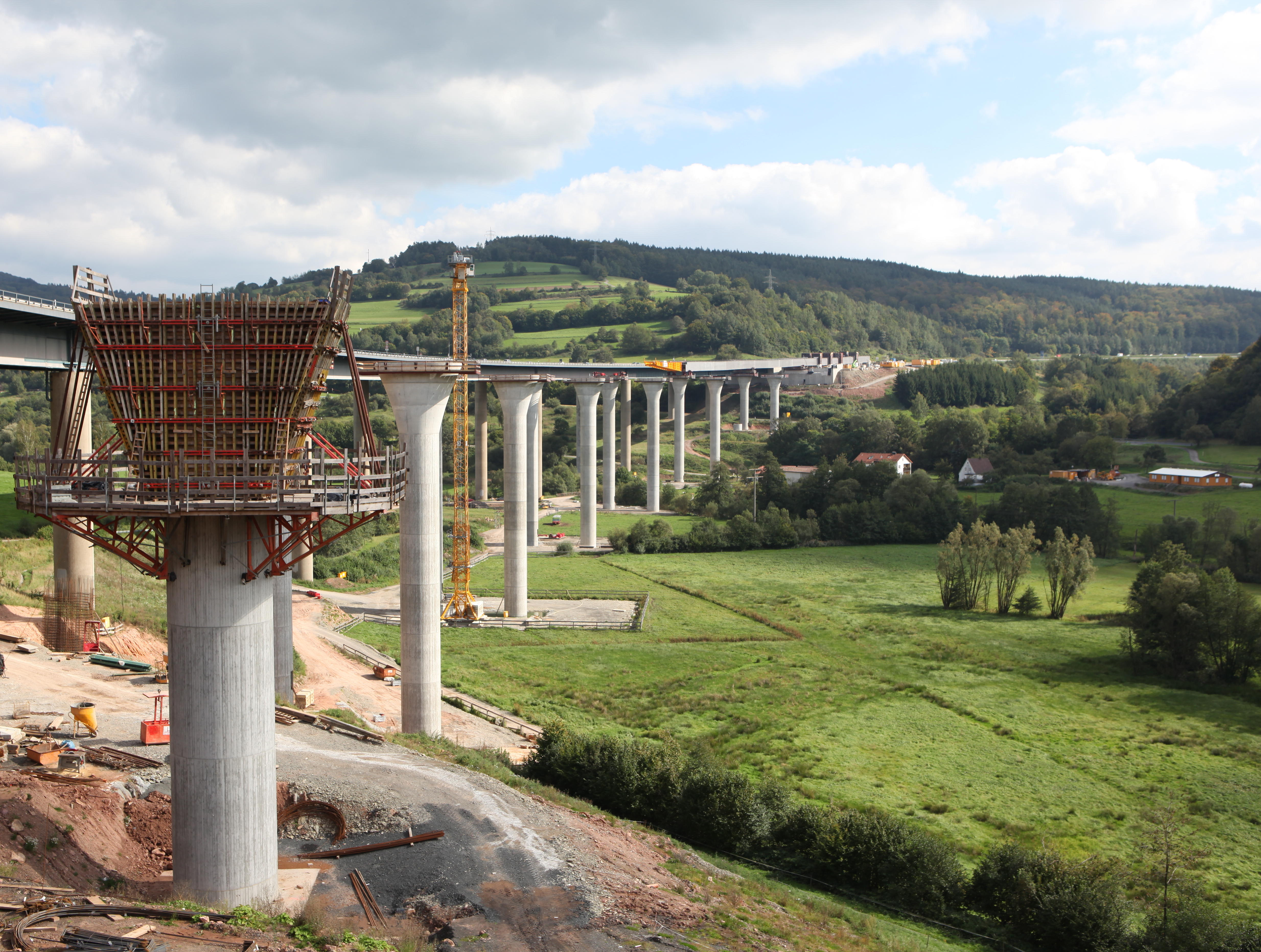
Bauzustand September 2010

Die neue Brücke entstand zwischen Mai 2009 und Sommer 2013 südwestlich neben der alten Brücke in einem Achsabstand von 46 m.
Als Neubaukonstruktion wurde eine Stahlverbundbrücke mit zwei Überbauten und insgesamt 29,5 m Breite für die beiden Richtungsfahrbahnen errichtet. Das 755 m lange Bauwerk hat als Bauwerkssystem in Längsrichtung einen Durchlaufträger mit Stützweiten von 59 m, 84 m, 103 m, 3 × 107 m, 105 m und 83 m. In Querrichtung ist ein Plattenbalkenquerschnitt vorhanden. Jeder Überbau besteht aus zwei schmalen, luftdicht verschweißten Stahlhohlkästen von 4,5 m Höhe und 1,8 m Breite. Über den Stahlbetonrundpfeilern verbinden Querträger die beiden in einem Abstand von 14,9 m angeordneten Überbauten miteinander. Die neue Brücke hat eine Höhe von bis zu 44 m über dem Gelände.
Der Bau der neuen Brücke kostete 51 Mio. €, die Neutrassierung der Autobahn vor und hinter der Brücke nochmals 9 Mio. €.
Am 6. Dezember 2012 wurde der östliche Brückenüberbau für den Verkehr in Richtung Würzburg freigegeben. Im April 2013 wurde auch der Verkehr in Richtung Fulda auf diesen Überbau verlegt. Am 31. Juli 2013 gab der Bundesminister für Verkehr, Bau und Stadtentwicklung Peter Ramsauer das ganze Bauwerk offiziell für den Verkehr frei.